# AEGON International 2011
Die AEGON International 2011 waren ein Tennisturnier der WTA Tour 2011 für Damen und ein Tennisturnier der ATP World Tour 2011 für Herren in Eastbourne und fanden zeitgleich vom 13. bis 18. Juni 2011 statt.

## Herrenturnier
Im Finale des Einzelwettbewerbes musste der an Position drei gesetzte Janko Tipsarević im dritten Satz aufgeben, womit der Titel an Andreas Seppi ging. Im Doppel gelang der Paarung um Jonathan Erlich und Andy Ram nach dem Erstrundensieg gegen die Vorjahressieger Mariusz Fyrstenberg und Marcin Matkowski im Finale gegen Grigor Dimitrow und Andreas Seppi auch der Titel.
→ Qualifikation: AEGON International 2011/Herren/Qualifikation

## Damenturnier
Bei den Damen gelang Marion Bartoli im Einzel der Titel vor Petra Kvitová. In der Doppelkonkurrenz setzten sich Květa Peschke und Katarina Srebotnik vor dem Titelverteidigerduo um Lisa Raymond und Rennae Stubbs durch.
→ Qualifikation: AEGON International 2011/Damen/Qualifikation